# لودفيغ هولبرغ
لودفيغ هولبرغ (بالنرويجية: Ludvig Holberg) (1684 ـ 1750) هو شاعر وكاتب مسرحي ومؤرخ وقانوني وفيلسوف وعالم لغوي نرويجي. ولد في مدينة برغن في النرويج أيام الاتحاد النرويجي الدنماركي، وتدرّج في المناصب الجامعية حتى تولّى رئاسة جامعة كوبنهاغن حيث توفي. ويلقب بأبي الأدب الحديث في البلدان الإسكندنافية. ومن أشهر أعماله المسرحية الهزلية مسرحية يبه فوق التل أو الفلاح البائس.

## دراساته وتدريسه
كان هولبرغ الأصغر بين ستة أشقاء. توفي والده كريستيان نيلسن هولبرغ قبل أن يبلغ لودفيغ عامًا واحدًا. تلقى تعليمه في كوبنهاغن، وعمل مدرسًا في جامعة كوبنهاغن لسنوات عديدة. في الوقت نفسه، بدأ حياته المهنية الناجحة كمؤلف بكتابة أول سلسلة من الأعمال الكوميدية.
بدأ دراسة علم اللاهوت (الإلهيات) في جامعة كوبنهاغن وبعد ذلك علم نفسه القانون، والتاريخ، واللغة. لم يكن مهتمًا بشكل خاص باللاهوت كمهنة، فاستقر على الأتيستيت (شبيهة بدرجة البكالوريوس اليوم)، والتي منحته الحق في العمل ككاهن. لم يحاول الحصول على البكالوريوس، أو الماجستير، أو الدكتوراه في هذا الموضوع، ولم يعمل، كأستاذ جامعي في علم اللاهوت، أو كاهنًا، أو أسقفًا. في أيام شباب هولبرغ، كان من الشائع دراسة علم اللاهوت والتخصص وفقًا لدرجة الفرد، على سبيل المثال في اليونانية، أو اللاتينية، أو الفلسفة، أو التاريخ. لكي تصبح محاميًا، كان يجب أن تدرس في الخارج. في عام 1736، أفتتح قسم لنيل درجة المحامي الدنماركي في جامعة كوبنهاغن، وهي الدرجة التي استمرت في منحها لمدة 200 عام، وبقيت كتابات هولبرغ مادة شائعة للقراءة طوال هذا الوقت. عُين هولبرغ رسميًا كأستاذ مساعد بعد أن عمل أولًا دون أجر. كان عليه أن يقبل أول منصب متاح، وهو تدريس الميتافيزيقيا (ما وراء الطبيعة). في وقت لاحق، أصبح أستاذًا جامعيًا ودرّس البلاغة واللاتينية. أخيرًا، حصل على درجة الأستاذية في الموضوع الذي يقدره كثيرًا وكان الأكثر إنتاجية فيه وهو التاريخ.
كان هولبرغ مثقفًا وسافر كثيرًا. في فترة مراهقته، زار مدن كبيرة في دول مثل هولندا وفرنسا، وعاش لفترة قصيرة في روما. ولفترة أطول في أكسفورد بإنجلترا (1706-1708)، والتي كانت نادرة خلال تلك الفترة حيث كانت الحياة الفكرية تتمحور في أوروبا القارية. لم يُقبل رسميًا في جامعة أكسفورد، ولكنه قضى وقته هناك باستخدام المكتبات والمشاركة في المناقشات اللاتينية مع طلاب اللغة الإنجليزية.

## أعماله

### الملهاة
- السمكري السياسي (Den Politiske Kandestøber
- الفلاح البائس أو يبه فوق التل (Jeppe på bjerget)
- مسرحية الأمعة (Den vægelsindede)

### الروايات
- رحلة نليز كليم إلى عالم ما تحت الأرض (Niels Klims underjordiske Rejse)

## روابط خارجية
- لودفيغ هولبرغ على موقع IMDb (الإنجليزية)
- لودفيغ هولبرغ على موقع الموسوعة البريطانية (الإنجليزية)
- لودفيغ هولبرغ على موقع أول موفي (الإنجليزية)
- لودفيغ هولبرغ على موقع قاعدة بيانات الأفلام السويدية (السويدية)
- لودفيغ هولبرغ على موقع إن إن دي بي (الإنجليزية)
- لودفيغ هولبرغ على موقع كينوبويسك (الروسية)